# Епархия Килдэра и Лейхлина
Епархия Килдэра и Лейхлина (лат. Dioecesis Kildarensis et Leighlinensis, ирл. Deoise Chill Dara agus Leithghlinn) — диоцез Римско-католической церкви, в составе митрополии Дублина в Ирландии.
По состоянию на 2016 год клир епархии насчитывает 169 священников (95 епархиальных и 74 монашествующих). С 2013 года епископом является Денис Налти.

## Территория
Объединённая епархия охватывает практически всё графство Карлоу, бо́льшую часть графства Килдэр и заходит на территорию графств Оффали, Лиишь, Килкенни, Уэксфорд и Уиклоу. Крупнейшие города — Карлоу, Идендерри, Килдэр, Нейс, Ньюбридж, Портарлингтон и Порт-Лиише.

## История
Епархии Килдэра и Лейхлина были объединены в одну в 1678 году, когда из-за крайне малых епископских доходов Святой Престол передал Лейхлин епископу Килдэра. Кафедральный собор Вознесения Пресвятой Девы Марии находится в городе Карлоу.
В настоящее время благодаря помощи энтузиастов-мирян епархия на местном уровне занимается распространением христианской веры среди молодёжи. Волонтёры епархии Килдэра и Лейхлина не раз получали премию имени Иоанна Павла II за свою активную деятельность. Эта премия была учреждена 7 ноября 2006 года в епархии Дерри Апостольским нунцием в Ирландии Джузеппе Ладзаротто, чтобы почтить память покойного папы Иоанна Павла II, который так верил в молодое поколение.

## Ординарии
Последние одиннадцать епископов Килдэра и Лейхлина:
- Эдвард Нолан[англ.]  (1834—1837)
- Фрэнсис Хейли[англ.]  (1838—1855)
- Джеймс Уолш[англ.] (1856—1888)
- Джеймс Линч, лазарист (1888—1896)
- Патрик Фоли (1897—1926)
- Мэтью Каллен[англ.] (1927—1936)
- Томас Кеох (1936—1967)
- Патрик Леннон[англ.] (1967—1987)
- Лоренс Райан (1987—2002)
- Джеймс Мориарти[англ.] (2002—2010)
- Денис Налти[англ.] (с 2013)